# Graeme Barker
Graeme William Walter Barker (* 23. Oktober 1946) ist ein britischer Prähistoriker.

## Leben
Barker studierte Prähistorische Archäologie in Cambridge und promovierte über Prehistoric subsistence economies in central Italy. Er lehrte an der Universität Sheffield und war anschließend von 1984 bis 1988 Direktor der British School at Rome, bevor er einen Ruf an die Universität Leicester erhielt und dort Head of the School of Archaeology and Ancient History wurde. In Leicester engagierte er sich auch in der Universitätsverwaltung und war Pro-Vice-Chancellor. Von 2004 bis 2014 war Barker Disney Professor of Archaeology in Cambridge.
Barkers Forschungsinteressen liegen im Bereich der Umweltarchäologie, wo er vor allem die Mensch-Umwelt-Beziehungen unter verschiedenen naturräumlichen Bedingungen untersuchte. Er arbeitete in Großbritannien, Italien, Libyen, Jordanien, Mosambik und Borneo.
Barker ist Präsident der Prehistoric Society in London. Er ist seit 1999 Fellow der British Academy und seit 2013 Mitglied der Academia Europaea.

## Publikationen (Auswahl)
- A tale of two deserts: contrasting desertification histories on Rome's desert frontiers. In: World Archaeology. Bd. 33, Nr. 3 = Ancient Ecodisasters, 2002, ISSN 0043-8243, S. 488–507, JSTOR:827881.
- Prehistoric Farming in Europe. Cambridge University Press, Cambridge u. a. 1985, ISBN 0-521-22810-7.
- The archaeology of Samnite settlement in Molise. In: Antiquity. Bd. 51, Nr. 201, 1977, ISSN 0003-598X, S. 20–24, doi:10.1017/S0003598X00100547.
- als Herausgeber mit Richard Hodges: Archaeology and Italian society. Prehistoric, Roman and medieval studies (= British Archaeological Reports. International Series. 102 = Papers in Italian Archaeology. 2). B. A. R., Oxford 1981, ISBN 0-86054-120-7.
- als Herausgeber: Companion encyclopedia of archaeology. 2 Bände. Routledge, London u. a. 1999, ISBN 0-415-06448-1.